# Tahrirplein (Caïro)

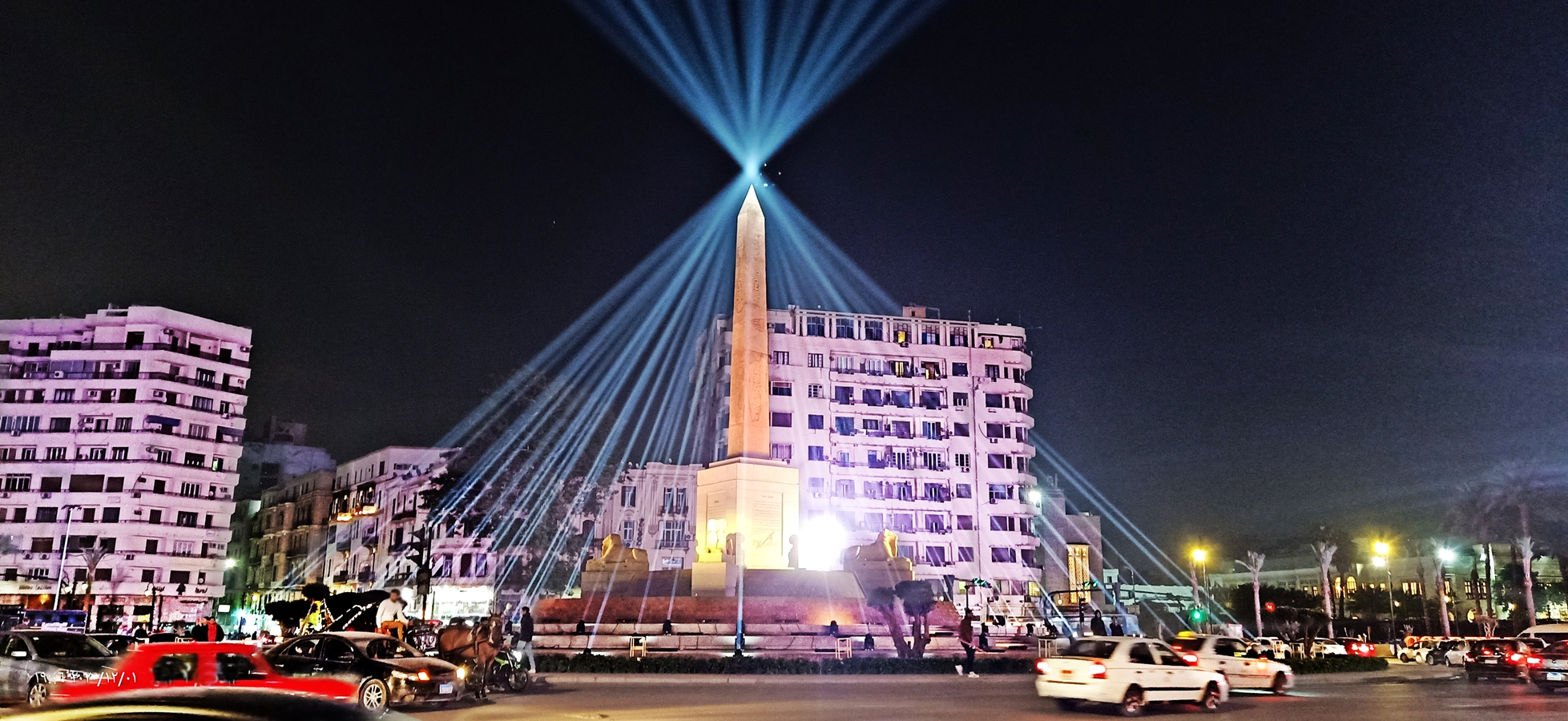
Tahrirplein, Caïro

Het Tahrirplein (Arabisch:ميدان التحرير, Midan at-tahrir) is een groot plein in het centrum van de Egyptische hoofdstad Caïro. Het plein heette voorheen Midan Ismailia, naar kedive Ismail, die in de 19e eeuw regeerde over het land en het centrum ontworpen heeft. Na de Egyptische revolutie van 1952, die ervoor zorgde dat het land hervormde van een constitutionele monarchie naar een republiek, werd het plein hernoemd tot Midan Tahrir (Bevrijdingsplein).
Het plein is wereldberoemd geworden doordat het de centrale locatie was van de Egyptische revolutie van 2011.

## Locatie
Het Tahrirplein grenst aan de historische Qasr al-Ayn Street. Tevens ligt het dicht bij de Qasr al-Nil-brug over de Nijl. In het gebied rondom het plein bevinden zich het Egyptisch Museum, het regeringsgebouw van de Nationaaldemocratische Partij, het Mogamma-overheidsgebouw, het Hoofdkwartier van de Arabische Liga, het Nijlhotel (Nile Hotel) en de Amerikaanse Universiteit in Caïro.

## Gebruik

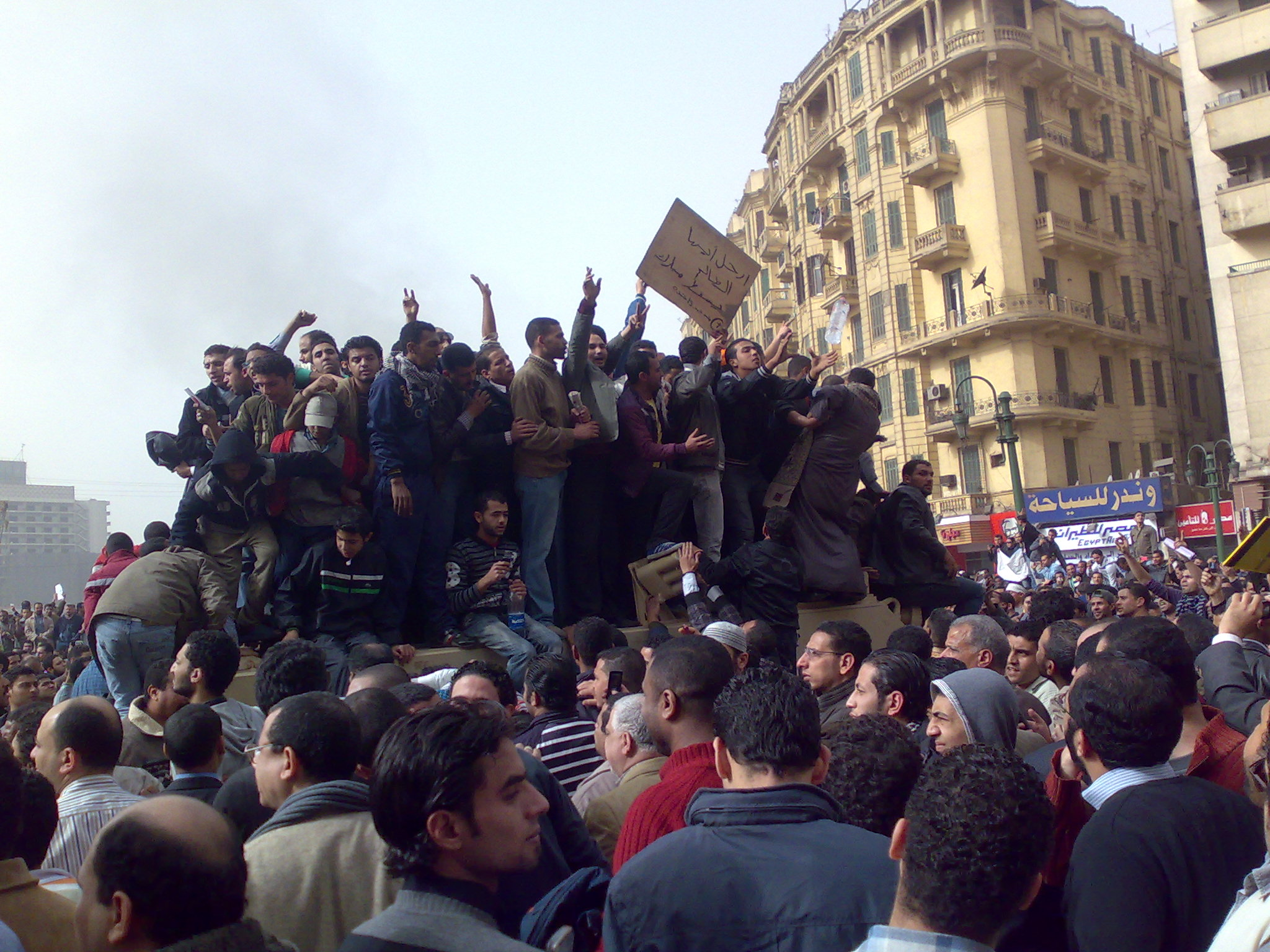
Een legervoertuig vol demonstranten op het plein tijdens de revolutie van 2011

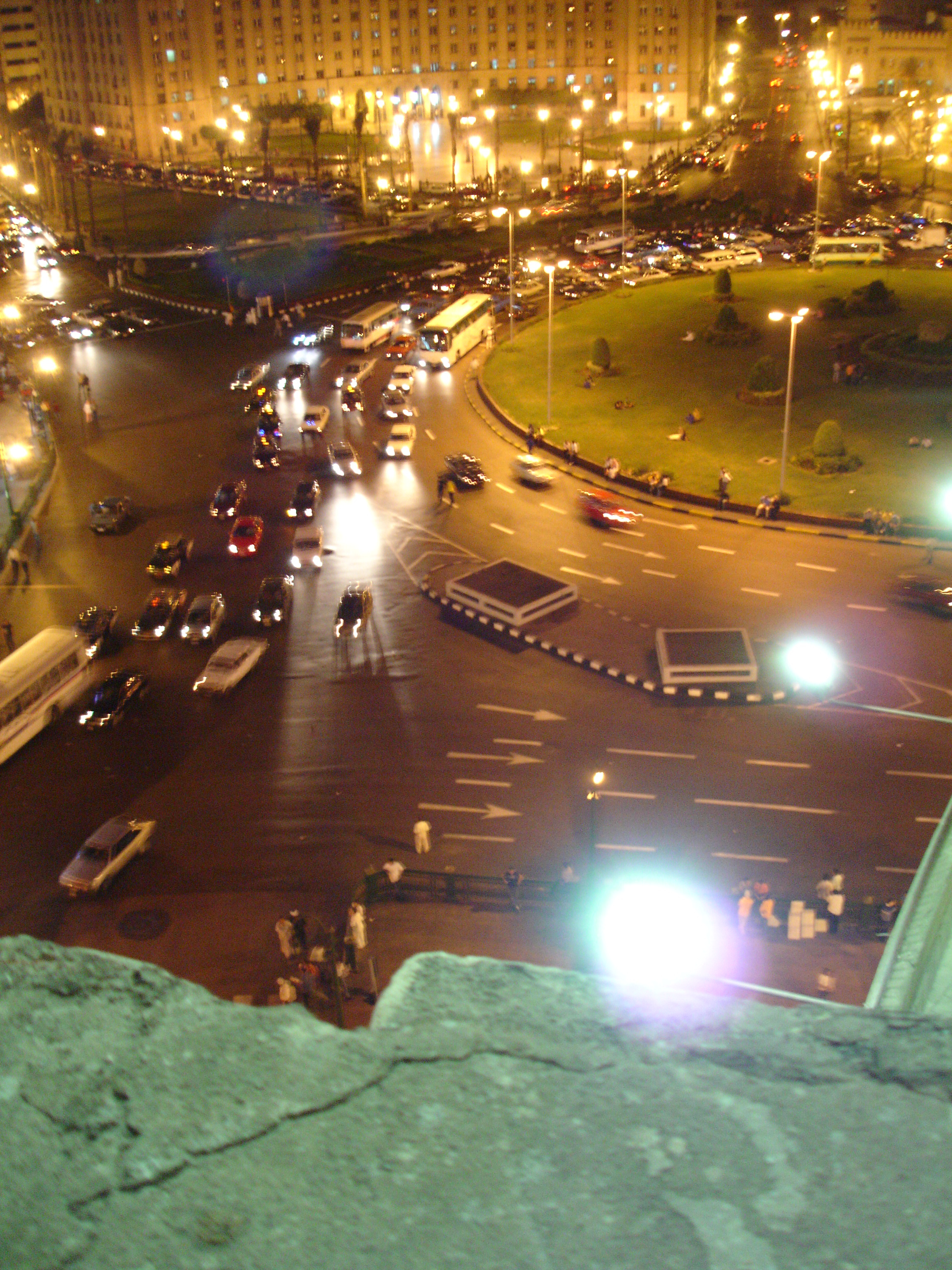
Het plein bij nacht

Het plein heeft de afgelopen jaren centraal gestaan in een groot aantal protesten en demonstraties, waaronder de demonstratie in maart 2003, waarin de burgers protesteerden tegen de Irakoorlog en de revolutie tegen de Egyptische regering en het regime van president Hosni Moebarak in 2011 . Zo'n 15.000 protesterende burgers bezetten op 25 januari 2011 het plein. De massale protesten leidden op 11 februari tot het aftreden van Moebarak.
In november 2012 begonnen de rellen weer opnieuw tegen president Morsi omdat het land in crisis is sinds Morsi op 22 november besliste om zijn bevoegdheden uit te breiden.
Vanaf 2010 kwam het plein regelmatig in het nieuws vanwege aanrandingen en verkrachtingen die op het plein plaats hebben gevonden.